# Verneuil d'Avre et d'Iton
Verneuil d'Avre et d'Iton is een gemeente in het Franse departement Eure (regio Normandië). De plaats maakt deel uit van het arrondissement Bernay. Verneuil d'Avre et d'Iton is op 1 januari 2017 ontstaan door de fusie van de gemeenten Francheville en Verneuil-sur-Avre. De gemeente telde op 1 januari 2022 7.262 inwoners.

## Geografie
De oppervlakte van Verneuil d'Avre et d'Iton bedroeg op 1 januari 2022 56 vierkante kilometer; de bevolkingsdichtheid was toen 129,7 inwoners per km².
Francheville ligt in het noordwesten van de gemeente,  Verneuil-sur-Avre in het zuidoosten.

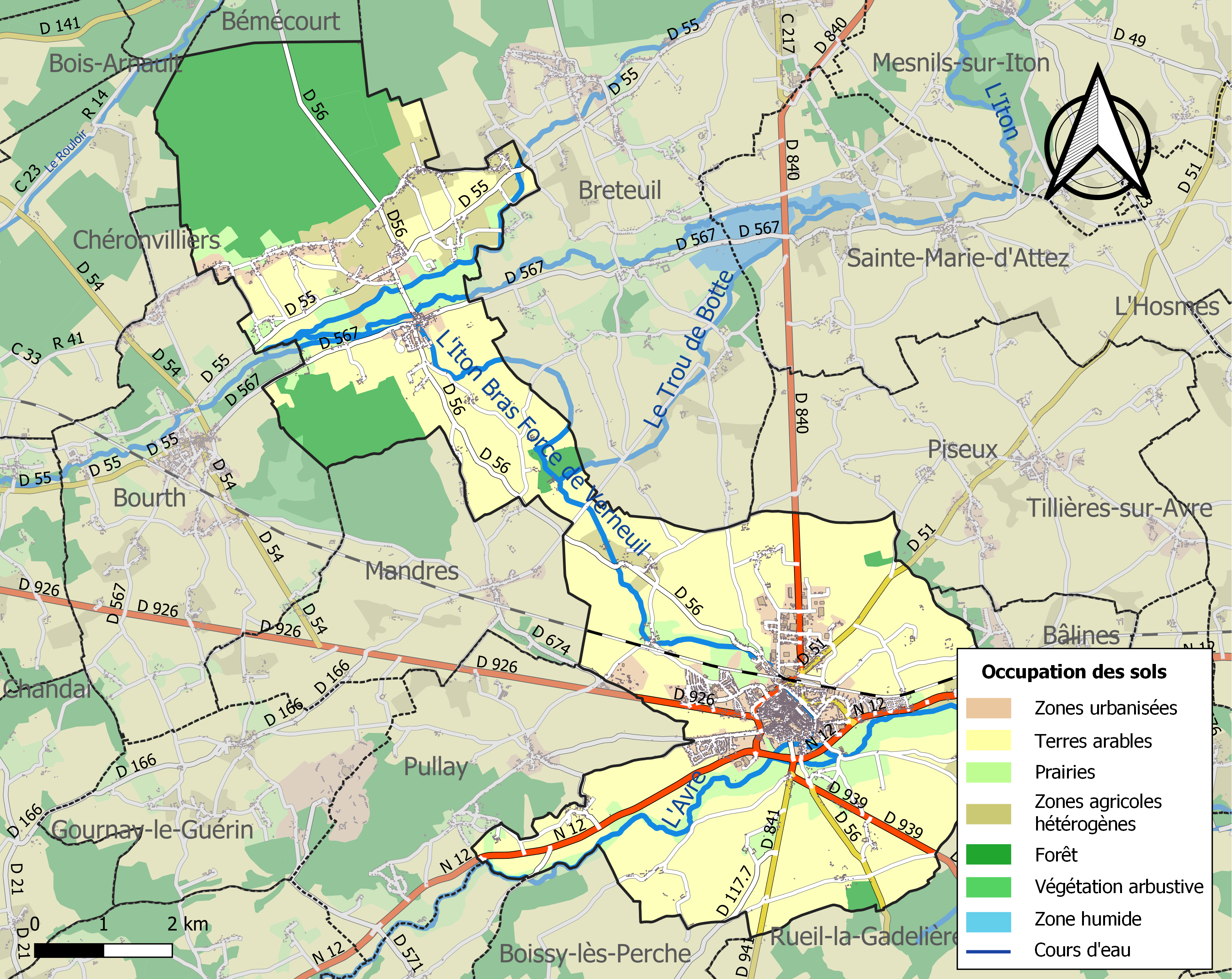
Kaart van de gemeente met belangrijkste infrastructuur, bodemgebruik en omliggende gemeenten